# Zimowa Uniwersjada 1995

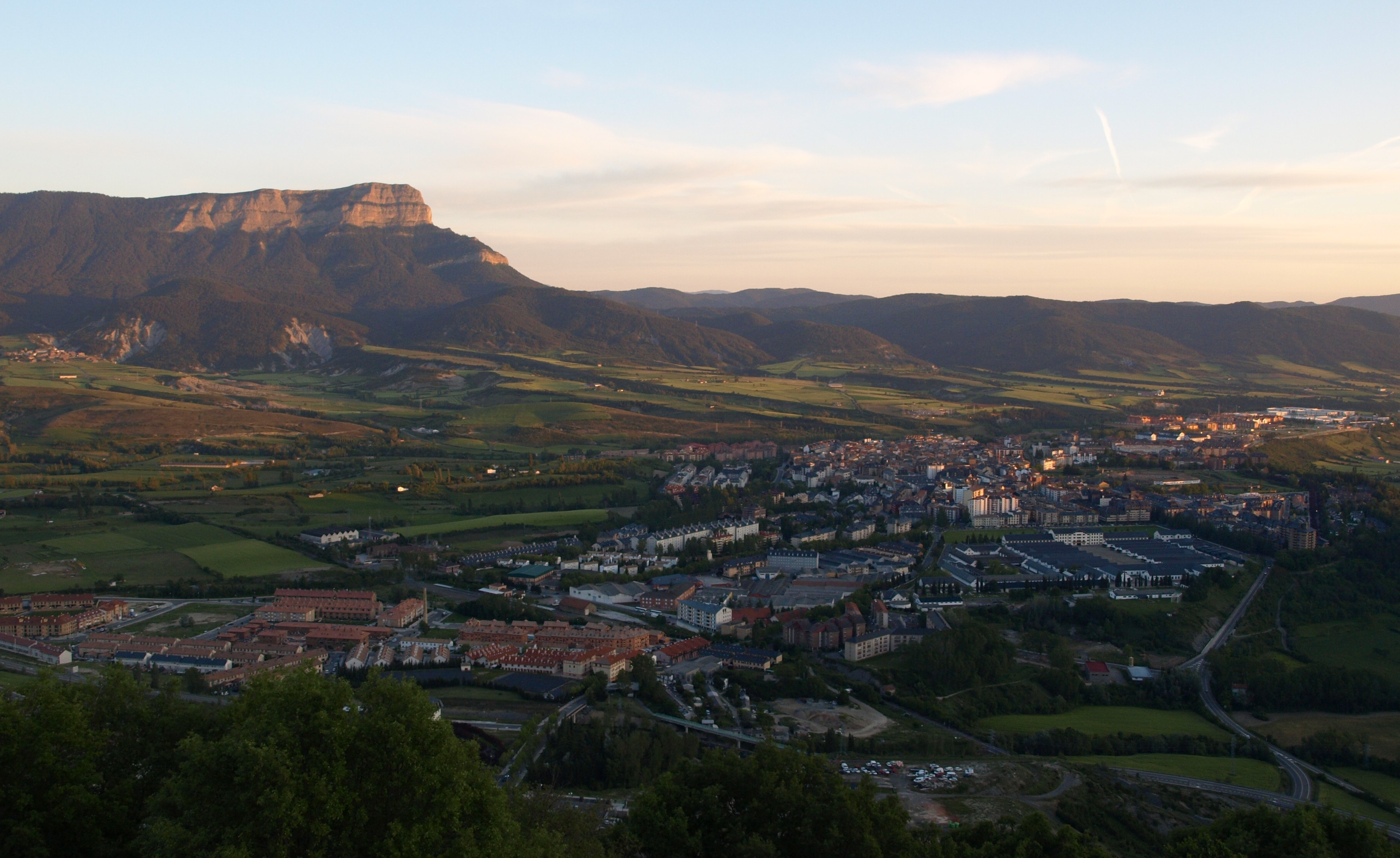
Jaca

17. Zimowa Uniwersjada – międzynarodowe zawody sportowców–studentów, które odbyły się w hiszpańskim mieście Jaca. Impreza została zorganizowana między 18 a 26 lutego 1995 roku. Nad organizacją zawodów czuwała Fédération Internationale du Sport Universitaire.

## Polskie medale
Reprezentanci Polski zdobyli 4 medale. Wynik ten dał polskiej drużynie 12. miejsce w klasyfikacji medalowej.

### Złoto
- Krzysztof Wańczyk – narciarstwo klasyczne, kombinacja biegowa

### Srebro
- Krzysztof Wańczyk – narciarstwo klasyczne, bieg na 30 km
- Henryk Gazurek, Krzysztof Wańczyk, Marek Szeliga, Andrzej Piotrowski – narciarstwo klasyczne, sztafeta 4 × 10 km
- Dorota Zagórska i Mariusz Siudek – łyżwiarstwo figurowe, pary sportowe

## Klasyfikacja medalowa
| Klasyfikacja medalowa | Klasyfikacja medalowa | Klasyfikacja medalowa | Klasyfikacja medalowa | Klasyfikacja medalowa | Klasyfikacja medalowa |
| --------------------- | --------------------- | --------------------- | --------------------- | --------------------- | --------------------- |
| Miejsce               | Reprezentacja         | Złoto                 | Srebro                | Brąz                  | Razem                 |
| 1                     | Korea Południowa      | 6                     | 4                     | 4                     | 14                    |
| 2                     | Rosja                 | 6                     | 3                     | 3                     | 12                    |
| 3                     | Stany Zjednoczone     | 4                     | 2                     | 6                     | 12                    |
| 4                     | Chiny                 | 3                     | 4                     | 3                     | 10                    |
| 5                     | Japonia               | 2                     | 3                     | 5                     | 10                    |
| 6                     | Włochy                | 2                     | 3                     | 2                     | 7                     |
| 7                     | Szwecja               | 2                     | 1                     | 2                     | 5                     |
| 8                     | Kazachstan            | 2                     | 0                     | 1                     | 3                     |
| 9                     | Szwajcaria            | 2                     | 0                     | 1                     | 3                     |
| 10                    | Hiszpania             | 2                     | 0                     | 0                     | 2                     |
| 11                    | Francja               | 1                     | 4                     | 2                     | 6                     |
| 12                    | Polska                | 1                     | 3                     | 0                     | 4                     |
| 13                    | Białoruś              | 1                     | 2                     | 0                     | 3                     |
| 14                    | Kanada                | 1                     | 0                     | 2                     | 3                     |
| 15                    | Słowenia              | 0                     | 3                     | 1                     | 4                     |
| 16                    | Czechy                | 0                     | 2                     | 0                     | 2                     |
| 17                    | Finlandia             | 0                     | 1                     | 0                     | 1                     |
| 18                    | Ukraina               | 0                     | 0                     | 3                     | 3                     |